# إنزال الفاو (الحرب العالمية الأولى)
حدث إنزال الفاو في 6 تشرين الثاني (نوفمبر) عام 1914 وتلاه معركة حصن الفاو في 8 تشرين الثاني (نوفمبر) 1914 حيث قامت القوات البريطانية بمهاجمة القوات العثمانية المتمركزة في حصن الفاو وتمكن البريطانيون من الإستيلاء على الحصن بنجاح.

## مقدمة
عندما دخلت الدولة العثمانية في الحرب العالمية الأولى، خافت بريطانيا على سلامة منشآتها النفطية المتواجدة في الخليج العربي. لحماية هذه المنشاّت، قرر البريطانيون السيطرة على الجزء الذي يسيطر عليه العثمانيون من ساحل الخليج العربي. حيث كان حصن الفاو القلعة العثمانية الرئيسية على هذا الساحل. من اجل ذلك أسند البريطانيون المهمة لقوة الأستطلاع الهندية د (Indian Expeditionary Force D) والمؤلفة من الفرقة السادسة (بونا) (6th (Poona) Division) بقيادة الفريق آرثر باريت، مع السير بيرسي كوكس في منصب سياسي.

## عملية الإنزال
تألفت القوة الأولية للإنزال من اللواء ال16 تحت قيادة العميد ديلامين، حيث نزلت القوات البريطانية على شاطئ الفاو في 6 تشرين الثاني (نوفمبر) 1914 وتعرضت مباشرة لإطلاق نار كثيف من قبل القوات العثمانية المتواجده في حصن الفاو، وبتقدم القوات البريطانية باتجاه الحصن قُبلت بهجوم من قوات المشاة العثمانية لكن البريطانيون تمكنوا من صد الهجوم، لكنهم لم يتمكنوا من الإستحواذ على القلعة بسبب كون المدفعية الثقيلة لم يتم انزالها بعد. بعدها قام البريطانيون بحفر الخنادق حول القلعة ومنها بدءوا بإطلاق القذائف على قلعة (وقام العثمانيون بالرد على النيران).

## معركة حصن الفاو
وصلت المدفعية الثقيلة البريطانية يوم 8 تشرين الثاني (نوفمبر) وبدأ البريطانيون على الفور بقصف الحصن العثماني. المدفعية اخترقت جدران الحصن وتمكنت القوات البريطانية من دخول القلعة. بعد 45 دقيقة من القتال المتلاحم داخل القلعة، تمكن البريطانيون من الاستيلاء على القلعة واسر 300 عثمانيا. في اليوم التالي زحف البريطانيون دون مقاومة باتجاه ميناء الفاو، وسرعان ما بدأ إنزال بقية الفرقة.

## نتائج المعركة
بإستيلاء البريطانيين على الفاو، لم يعد العثمانيون يسيطرون على أي جزء من الخليج العربي، وبذلك أمنت بريطانيا على سلامة منشأتها النفطية. ومع ذلك، شعر البريطانيون أن هذه المنشآت لن تكون آمنة حقا حتى يتمكنوا من الاستيلاء على بغداد. أدى ذلك إلى العديد من الحملات العسكرية باتجاه بغداد التي تمكن البريطانيون من احتلالها في عام 1917.